# Упадхъяй, Пурушоттам
Пурушоттам Упадхъяй (гудж. પુરુષોત્તમ ઉપાધ્યાય; 15 августа 1934, Утарсанда, Британская Индия — 11 декабря 2024, Мумбаи) — индийский музыкант, композитор и певец, певший на языках гуджарати и хинди.

## Биография
Родился 15 августа 1934 года в деревне Уттарсанда, округ Кхеда (ныне штат Гуджарат) в семье брахманов Гауришанкара Амбалала Упадхьяя и его жены Видьягаури.
Пурушоттам увлёкся пением в шесть лет и в школьные годы завоевал несколько наград на местных конкурсах. Чтобы начать музыкальную карьеру, он, не сказав никому, отправился в Бомбей. Однако вскоре вернулся, не получив там ожидаемой поддержки, и стал играть небольшие роли в театральных представлениях различных трупп.
На одном из таких представлений его пение услышал известный в то время театральный актёр Ашраф Хан. С его поддержкой Пурушоттам снова поехал в Бомбей, где, наконец, нашел работу как певец. В то же время он начал брать уроки классической музыки у Навранга Нагпуркара. По рекомендации Ашрафа Хана Пурушоттам подписал контракт с Всеиндийским радио и познакомился с такими людьми, как певица Амирбай Карнатаки, игрок на табле Аллахар Хан, гуджаратские певцы и композиторы Дилип Дхолакия и Авинаш Вьяс. Под руководством Вьяса он проводил концерты в Bharatiya Vidya Bhavan, а когда тот уезжал заграницу, получал возможность проводить за него уроки музыки. Со временем его сольные выступления с гуджаратской музыкой стали организовываться в разных частях страны и за рубежом.
Упадхьяй также начал сочинять музыку в компании дуэта кинокомпозиторов Кальянджи-Ананджи. Под его вокальные аранжировки выступали такие известные исполнители страны, как Лата Мангешкар, Аша Бхосле и Мохаммед Рафи. Пурушоттам написал музыку к 30 фильмам и более чем 30 театральным пьесам.
Музыкант внёс вклад в основание нескольких организаций, занимающихся поддержкой музыкантов Гуджарата: Shruti Sansatha (1961), Sangati (около 1978), Sharavanika Kalasantha (1981) и Kinnari.
В 2005 году Упадхьяй получил «Азиатскую премию» за пение на урду. Среди других его наград — премия «Вишва Гурджари» в области лёгкой музыки и «Гаурав Пураскар» от правительства Гуджарата. В 2010 году правительство Махараштры наградило его премией «Дживан Гаурав Пураскар», а в 2017 году он был удостоен ордена «Падма Шри» — четвёртой из высших гражданских государственных наград Индии.
Пурушоттам завершил свою концертную деятельность в середине 2023 года из-за ухудшения здоровья. В 2024 году Академия Сангит Натак назвала его в числе лауреатов своей премии за заслуги в области экспериментальной музыки. Поскольку он не смог приехать в Дели на награждение, президенты Академии вручили ему награду на дому.
Музыкант скончался 11 декабря 2024 года в своём доме в Мумбаи в возрасте 90 лет. У него осталась жена Челнабен и дочери Вирадж и Биджал.